# 新中野町
新中野町（しんなかのちょう）は、北海道苫小牧市にある町名。
現行行政地名は新中野町一丁目から新中野町三丁目。住居表示実施済み。

## 地理
苫小牧市の中央部に位置し、東は船見町、西は若草町、南は元中野町、北は室蘭本線を挟んで音羽町と接している。

## 歴史
1974年（昭和49年）9月1日、字中野から分離し、新中野町一丁目から新中野町三丁目を設置した。
住居表示の際、現在の元中野町、新中野町の双方が中野の町名を譲らなかったため、両者の意見を取り入れ、中野の町名を双方に入れた。

## 世帯数と人口
2024年（令和6年）10月末現在の世帯数と人口は以下の通りである。
| 町丁           | 世帯数 | 人口 |
| -------------- | ------ | ---- |
| 新中野町一丁目 | 399    | 681  |
| 新中野町二丁目 | 497    | 781  |
| 新中野町三丁目 | 427    | 627  |
| 計             | 1308   | 2105 |

## 小・中学校の学区
市立小・中学校に通う場合、学区は以下の通りとなる。
|      | 小学校               | 中学校             |
| ---- | -------------------- | ------------------ |
| 全域 | 苫小牧市立若草小学校 | 苫小牧市立東中学校 |

## 交通

### 道路
- 国道36号線
- 国道235号
- 国道276号線
- 北海道道259号上厚真苫小牧線

### バス
- 都市間バスは、札幌行きの北海道中央バス「高速とまこまい号」、道南バス「高速ハスカップ号」、が経由している[9]。
- 郊外路線は、道南バスの登別温泉行きや平取、静内行き[10]、あつまバスの厚真行きが経由している[11]。
- そのほか、市内路線を道南バスが運行している[12]。

## 施設

### 一丁目
- 自遊空間 苫小牧店
- 伊予製麺 苫小牧店
- 未来書房 新中野店
- 金星室蘭ハイヤー苫小牧支店

### 二丁目
- ホンダカーズ南北海道 苫小牧新中野店
- 札幌日産自動車 苫小牧中央店
- 中野自動車学校

### 三丁目
- 同樹会苫小牧病院
- 苫小牧耳鼻咽喉科クリニック
- 金剛園 本店
- 初代牛タン 赤兵衛
- 北海道電力 苫小牧支店
- 味噌ラーメン山岡家 苫小牧店
- ネッツトヨタ苫小牧 本社
  - とまこまい店
- 苫小牧中央幼稚園

## その他

### 日本郵便
- 郵便番号: 053-0006[2]（集配局：苫小牧郵便局[13]）。

### 警察
管轄する警察署、交番・派出所は以下の通りである。
| 丁目・字 | 警察署       | 交番・派出所 |
| -------- | ------------ | ------------ |
| 全域     | 苫小牧警察署 | 駅前交番     |